# خلیج فارس (ناوشکن)
ناو‌شکن خلیج فارس نام ناو جنگی ساخته شده توسط نیروی دریایی ارتش ایران است.
این ناو پس از تکمیل به نیروی دریایی ایران تحویل داده میشود. توانایی آن نسبت به پروژه موج بالاتر و طولش حدود دوبرابر این پروژه میباشد.علاوه بر این, این ناو اولین ناوشکن تولید شده در ایران است و البته این ناوه  از سطح مقطع راداری بسیار کمتری  داردو توانایی مقابله با شناورهای زیر سطحی و حمله به اهداف  زمینی را نیز دارد.
ناوشکن خلیج فارس یک ناو رزمی-آموزشی است که طرح اولیه آن در شهریور ۱۳۹۱ در نمایشگاه نیروی دریایی ارتش در نوشهر رونمایی شد.  این ناو علاوه براینکه می تواند ۲۳۰ نفر را در خود جای دهد، همزمان هم می تواند در میدان نیرد از خود دفاع کند. ساخت این ناو در شرکت کشتی سازی در خلیج فارس دنبال شده است.